# Щербович-Вечор, Ольгерд Карлович
Ольгерд Карлович Щербович-Вечор (1843—1907) — военный юрист Российской империи, член Главного военного суда, генерал-лейтенант.

## Биография
Щербович-Вечор родился 18 февраля 1843 года в дворянской семье, католического вероисповедания. Получив первоначальное образование в Слуцкой гимназии, он 31 августа 1861 года поступил на военную службу и, окончив 2-е военное Константиновское училище, был выпущен офицером в 8-й драгунский Астраханский полк (12 июня 1863 года).
Продолжая службу, он получил чины поручика (17 июня 1864 года), штабс-капитана (16 февраля 1867 года) и капитана (7 марта 1872 года) и поступил в Военно-юридическую академию, которую окончил в 1875 году по 1-му разряду (2-м в выпуске). 21 октября 1875 года произведён в майоры, а в 1878 году переименован в капитаны военно-судебного ведомства.
В 1878—1883 годах Щербович-Вечор занимал должность помощника военного прокурора Московского военно-окружного суда, был произведён в подполковники (17 апреля 1879 года) и полковники (30 августа 1882 года); одновременно преподавал законоведение в Александровском военном училище. С 28 октября 1883 года он служил военным прокурором Киевского военно-окружного суда, а с 12 августа 1888 года в течение 13 лет занимал тот же пост в Кавказском военно-окружном суде; 30 августа 1892 года произведён в генерал-майоры.
3 сентября 1901 года Щербович-Вечор был назначен председателем Сибирского военно-окружного суда и 6 декабря того же года произведён в генерал-лейтенанты. Во время русско-японской войны был командирован (с оставлением в занимаемой должности) в действующую армию и являлся председателем кассационного присутствия театра военных действий на Дальнем Востоке. 3 октября 1905 года перемещён на пост председателя Кавказского военно-окружного суда.
13 января 1907 года Щербович-Вечор стал одним из пяти постоянных членов Главного военного суда (вместо умершего генерала Ф. Е. Стрельникова). В том же году он вошёл в состав Верховного военно-уголовного суда, рассматривавшего дело генерала А. М. Стесселя.
13 апреля 1908 года генерал-лейтенант Щербович-Вечор скончался в возрасте 65 лет.
Имел 6 детей, из них Александр, Николай и Сергей были офицерами Русской императорской армии, Евгений и Владимир служили в Отдельном корпусе жандармов.

## Награды
За свою службу Щербович-Вечор был награждён многими орденами, в том числе:
- Орден Святого Станислава 3-й степени (1872 год)
- Орден Святой Анны 3-й степени (1879 год)
- Орден Святого Станислава 2-й степени (1883 год)
- Орден Святой Анны 2-й степени (1886 год)
- Орден Святого Владимира 4-й степени (1888 год)
- Орден Святого Владимира 3-й степени (1896 год)
- Орден Святого Станислава 1-й степени (6 декабря 1899 год)
- Орден Святой Анны 1-й степени (6 декабря 1904 года)
- Орден Святого Владимира 2-й степени (6 декабря 1907 года)